# Організація українських націоналістів (мельниківці)
Організа́ція украї́нських націоналі́стів мельниківська — це ОУН після відокремлення від організації т. зв. «революційної» фракції, утвореної в результаті розколу Організації українських націоналістів на початку 1940 року, та офіційно оформленої, як Організація українських націоналістів революційна. 
Об'єднала переважну більшість націоналістів, прихильників А. А. Мельника, затвердженого II Великим Збором Українських Націоналістів на посаді голови Проводу українських націоналістів 27 серпня 1939 року.
Полковник армії УНР Андрій Мельник, близький соратник колишнього лідера ОУН Євгена Коновальця, представляв старше, більш помірковане крило організації. Його прихід до керівництва ОУН став можливий завдяки тому, що молоді і більш радикально налаштовані активісти Крайової екзекутиви ОУН на західноукраїнських землях в цей час відбували тривалі терміни ув'язнення в польських тюрмах.

## Розкол в ОУН

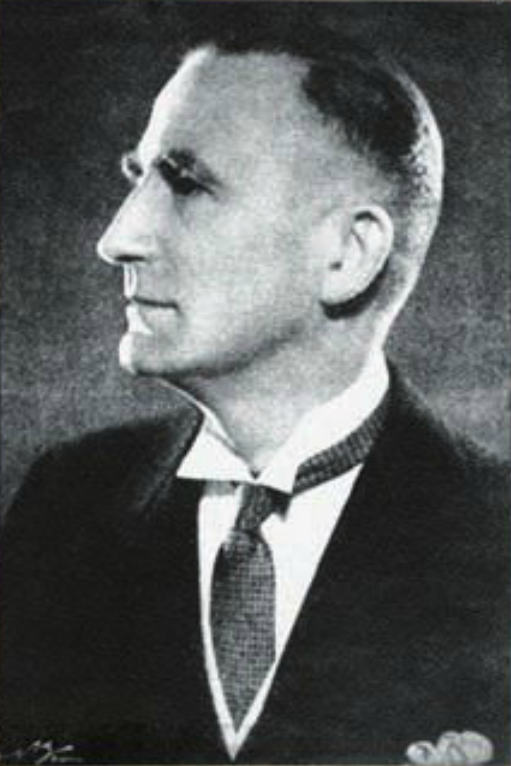
Андрій Мельник — провідник ОУН (м)

На початку 1940 року, через кілька місяців після окупації Польщі та виходу на свободу тисяч колишніх політв'язнів, конфлікт в керівництві ОУН привів до її розколу на дві фракції. Крихітна «революційна» фракція іменувала себе ОУН революціонерів (ОУН-р) або ОУН (бандерівці) (ОУН (б)) по імені її керівника Степана Бандери; друга — угруповання прихильників Андрія Мельника — поряд з неофіційною назвою мельниківці дотримувалася первісної назви ОУН, підкреслюючи свою спадкоємність щодо ОУН, створеної в 1929 році, а також назвала себе ОУН-солідаристи (ОУН (с)).
Остаточне розмежування між двома фракціями оформилося у квітні 1941 року, коли прихильники Бандери провели в Кракові свій власний II Великий Збір Українських Націоналістів. На якому результати римського II Великого Збору 1939 року було оголошено недійсними, а сам Мельник та його прибічники — диверсантами і шкідниками. Новим вождем ОУН був оголошений Степан Бандера. З цього часу йде відлік існування двох ОУН, кожна з яких претендує на те, що тільки вона є єдиною правильною.

## Діяльність ОУН (м) під час Другої світової війни
Після початку операції «Барбаросса» мельниківська фракція ОУН аналогічно бандерівцям сформувала три похідні групи на Схід України. Тим часом, коли переможцями у гонці за Львів стали прихильники Бандери, саме мельниківцям вдалося перехопити ініціативу у східних областях України, і деякі навіть стали бургомістрами та старостами ряда міст та сіл.

#### Створення Української Національної Ради
Після окупації німцями Києва, ОУН (м) проголосила 5 жовтня 1941 року створення Української Національної Ради, але це не було підтримано німцями, які незабаром її розпустили, а членів репресували і розстріляли.
Після переходу ОУН (б) на напівлегальне становище восени 1941 року, ОУН (м) залишалася цілком легальною організацією, що діяла в Третьому рейху.

#### Похідні групи ОУН (м)
Практична підготовка похідних груп ОУН під проводом полковника Андрія Мельника розпочалася вже наприкінці квітня 1941. Похідні групи мали на меті організувати зі свідомих українців на українських землях органи місцевого самоуправління, взяти під контроль громадське життя та силові структури (для подальшого утворення українського війська), а також мали боротися з комуністичним підпіллям.
Уже в перші тижні війни референтура східних і центральних українських земель спрямувала на схід кількасот членів ОУН. Загалом протягом липня—грудня 1941 лише безпосередньо через Львів було відправлено понад 850 осіб. Разом з іншими учасниками похідних груп, рух яких окремо координувався через зв'язкових, у центральні та східні українські землі було направлено близько 1,6 тисяч активістів. 
Враховуючи, що після розколу в ОУН, мельниківці зберігали значний вплив на організацію на Буковині, то було сформовано окрему групу - Буковинський курінь, яка під виглядом "робітничної колони" (нім. арбайтсколоне) вирушила до Києва, залишаючи на своєму шляху у селах та містечках своїх представників.

#### "ПУМА"
Орієнтовно наприкінці червня 1941 року, з дозволу проводу ОУН (м) та завдяки зусиллям Олександра Пулюя та Ореста Масікевича, у складі німецької 11-ї армії, було утворено групу чисельністю близько сотні, більшість якої склали члени ОУН (м) з Буковини.  За прізвищами Пулюя-Масікевича, ця група отримала скорочену назву - ПУМА, а центр німецької контррозвідки надав їй назву - "Загін абверу №101". Офіційним завданням групи було допомога німецькій армії у якості перекладачів, тоді як за задумом ОУН (м) ПУМА мала допомогти вишколити кадри, співдіяти з іншими похідними групами, які просувалися на східні терени України, створювати у селах і містечках  націоналістичні осередки. 18 серпня 1941 р. у Миколаєві, члени групи перетнулись із Південною похідною групою під проводом Б. Сірецького. За наказом з Берліну, у серпні того ж року ПУМА була розпущена, а її члени почали виконувати завдання на інших теренах.

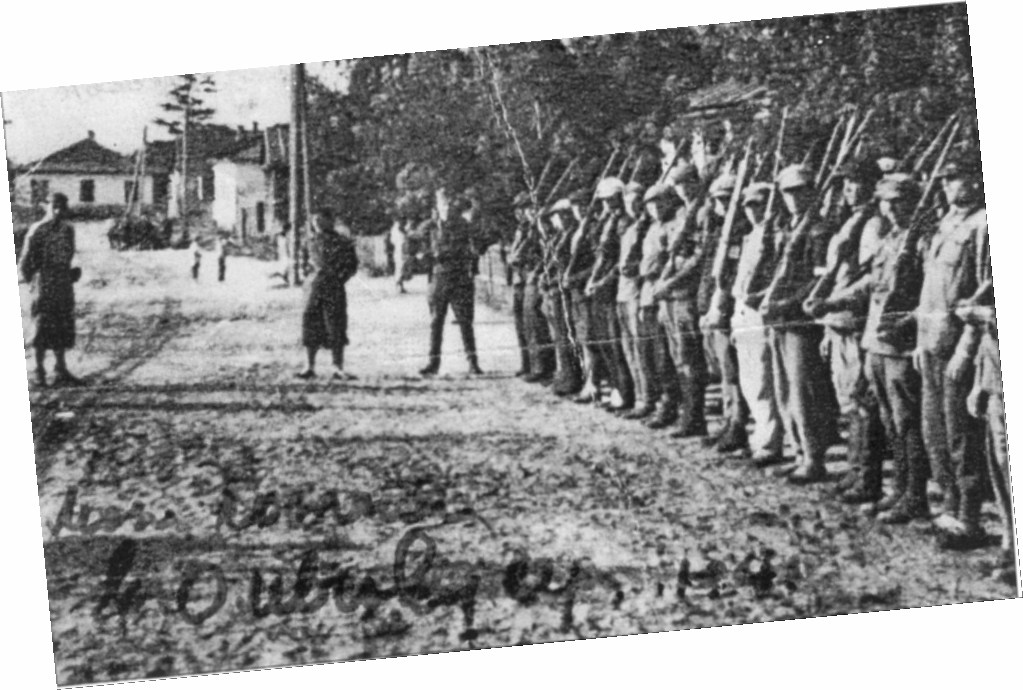
Підрозділ "Поліської Січі"

#### Співпраця з "Поліською Січчю"
У серпні 1941 року відділи УПА «Поліська Січ» розрослись і постала проблема військових старшин. Т. Бульба-Боровець звернувся за допомогою до оунівців обох фракцій, проте в ОУН (б) йому відмовили, а від ОУН (м), за результатом переговорів, вислали кількох старшин. Пізніше до штабу "Поліської Січі" делегується як постійний представник ОУН – професор Антін Баранівський, а після його смерті - Олег Штуль. 

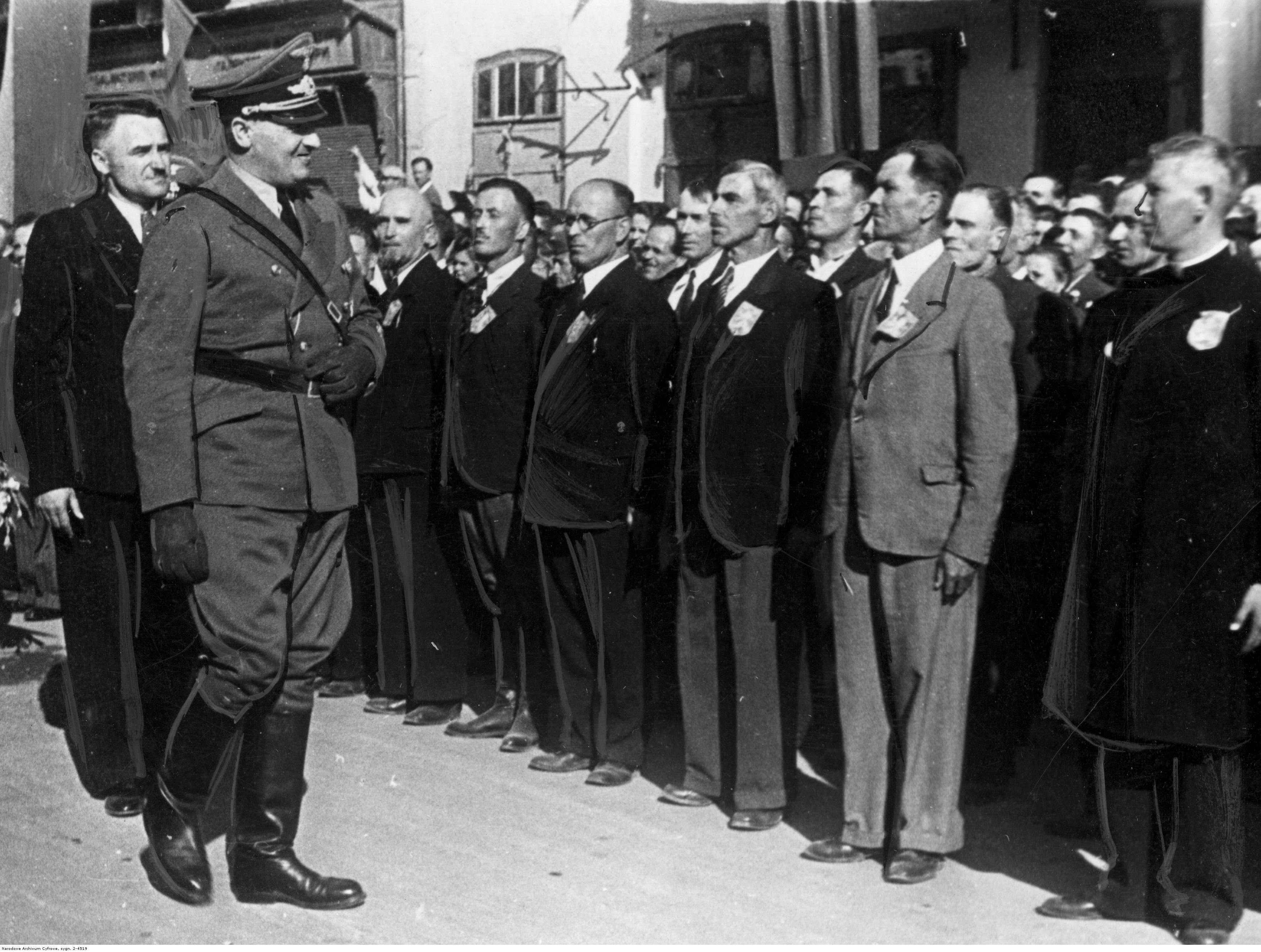
Добровольці дивізії "Галичина" у м.Дрогобич

#### Партизанський спротив гітлерівцям
У першій половині 1943 року мельниківці мали кілька партизанських загонів на Волині. Їхня загальна чисельність становила 2—3 тисячі осіб. Однак протягом липня-серпня бандерівці силою роззброїли більшу частину цих підрозділів, а потім частину мельниківських партизанів (зокрема Максима Скорупського-«Макса») включили до лав УПА.
За даними самих мельниківців, в 1941—1944 рр. ОУН (м) втратила від рук нацистів убитими 4756 членів, в тому числі 197 членів вищої керівної ланки, і серед них — 5 членів Проводу ОУН (м). 132 мельниківця були в'язнями нацистських концтаборів, в тому числі 7 членів Проводу. 95 % жертв ОУН (м) зазнала в Рейхскомісаріаті Україна, керованому Еріхом Кохом.

#### Створення дивізії СС "Галичина"
У 1943—1944 роках Український Центральний Комітет, який був під впливом ОУН (м), брав участь у формуванні дивізії СС «Галичина». Мельниківці з ОУН(м), закликали молодь вступати до лав дивізії, розглядаючи це формування як можливість для збройної боротьби проти СРСР.
Мельниківське підпілля тривало з 1940-1950-х років.

## Діяльність ОУН (м) після завершення Другої світової війни
Після війни чільні представники ОУН (м) (у тому числі Андрій Мельник, котрого наприкінці 1944 року німці звільнили з табору) опинилися в еміграції. Там вони проводили інтенсивну політичнопропагандистську діяльність, поступово здобувши значний вплив на еміграційний парламент УНР, який апелював до традицій отамана Петлюри. 
Під впливом ОУН (м) знаходилися Українська Національна Єдність у Франції, Організація Державного Відродження у США, Українське Національне Об'єднання в Канаді, "Відродження" в Аргентині. Видавалися газети "Українське Слово", "Новий Шлях" і "Самостійна Україна". Також організація користувалась впливом в Українському Конгресовому Комітеті Америки і у Світовому Конгресі Вільних Українців. 
Останнім президентом УНР у вигнанні був Микола Плав'юк, котрий походив власне з ОУН (м). 

## Сучасна ОУН (м) в незалежній Україні
Після проголошення незалежності України в 1991 році Плав'юк переказав інсигнії влади першому президентові держави Україна — Леоніду Кравчуку.
У травні 1993 р. мельниківська ОУН провела XII-й великий збір - перший в Україні (м. Ірпінь Київської обл.).
24 вересня 1993 року під керівництвом Плав'юка його рух офіційно зареєструвався у Києві, як громадська організація «Організація українських націоналістів» (ОУН), код ЄДРПОУ 20015400. Заснониками стали Борець О. М., Колодій В. М., Рогач В. А.
У травні 1997 року в Києві відбувся Чотирнадцятий Великий Збір Українських Націоналістів. Чотирнадцятий Великий Збір прийняв ряд ухвал та заяв, серед яких особливо актуальними були: "Заява з вимогою виведення російських військ із Севастополя" та "Заява про територіальні претензії Росії до України". XIV ВЗУН прийняв також Статут ОУН, який визначив: "Основною метою діяльності ОУН під сучасну пору є сприяння розбудові національної соборної демократичної Української Держави та задоволення і захист законних соціальних, економічних та інших спільних інтересів своїх членів". Демократично, таємним голосуванням обрано керівні органи ОУН. Її Головою знову потверджено Миколу Плав'юка, а його заступниками стали Олесь Шевченко та Анатолій Свідзинський (колишній ректор Волинського університету, перший керівник легалізованої в 1993 році ОУН-мельниківців у Луцьку). 
Провід ОУН склали: Мирослав Вербовий, Віктор Генералюк, Павло Дорожинський, Ольга Кобець, Віктор Терен і Богдан Червак. До Ради ОУН увійшли голови обласних організацій ОУН та теренові керівники українських громад за кордоном.
7 травня 1998 року була зареєстрована окрема громадська організація - "Київська міська організація ОУН", котру очолив Богдан Червак.
Після смерті Плав'юка, його перший заступник Червак Богдан Остапович 26 травня 2012 року на XIX Великому Зборі Українських Націоналістів одностайно обраний Головою ПУН і ОУН.
Нині лідером організації залишається Богдан Червак. Під його керівництвом обрано новий  провід, куди увійшли 16 осіб: Богдан Червак, Борис Гуменюк, Василь Петрик, Михайло Сидоржевський, Михайло Буряк, Роман Коваль (провідник Рівненської ОУН), Олександр Кучерук, Володимр Чмир, Інна Білолипецька, Віктор Генералюк, Зіновій Остап’як, Сергій Кот, Прищепа О. О., Петренко Т. Н, Скорина О., Боков В.
ОУН розбудувала автономні організації, такі як: Фундація імені Олега Ольжича, Бібліотека імені Олега Ольжича, Видавництво імені Олени Теліги, Всеукраїнське жіноче товариство імені Олени Теліги, Об’єднання студіюючої молоді «Зарево» тощо та офіційний часопис – газета «Українське Слово».
В Україні в рядах ОУН продемонстрували свою відданість і готовність успішно працювати багато провідних постатей: Анатолій Свідзинський, Олесь Шевченко, які в минулому були заступниками Голови Проводу, теперішній заступник Голови Проводу Василь Гищук, голова Жіночого товариства імені Олени Теліги Ольга Кобець, з молодшого покоління працюють Богдан Червак, Сергій Кот, Володимир Чмир, Віктор Генералюк. Всеукраїнське жіноче товариство імені Олени Теліги має власний журнал "Жіночий світ", а "Зарево" - журнал "Смолоскипи". Бібліотека імені Олега Ольжича під керівництвом Олександра Кучерука розбудувала важливий "Документальний центр", в якому є багато документів, упорядкованих і використовуваних українськими науковцями, якщо мова йде про діаспору і політичні справи чи установи подібного типу.
Сотні книг видано у Видавництві імені Олени Теліги.Видавництво імені Олени Теліги проходило декілька етапів і було оформлене 1994 року з ініціативи Фундації імені Олега Ольжича. Керівництво ним перебрала на себе Інна Білолипецька, а головним редактором стала Ольга Веремійчик. Крім книг, видавництво стало видавати газету "Українське Слово", журнали "Розбудова Держави", "Самостійна Україна", "Смолоскипи".
Об'єднання Студіюючої Молоді "Зарево", утворене в 1949 році, відновило свою діяльність в Україні у червні 1994 року на Установчому З'їзді в Пущі-Водиці.
21 травня 2016 р. ХХІ ВЗУН затвердив керівні органи Організації Українських Націоналістів. Головою ОУН переобрано Богдана Червака. Також обрано новий склад Проводу Українських Націоналістів (ПУН), Головної контрольно-ревізійної і Дисциплінарної комісій, а також Сенату ОУН. Головою Сенату став Зиновій Остап’як, довголітній член ПУН, колишній провідник Івано-Франківської обласної ОУН. До проводу ОУН обрано 14 осіб, зокрема - туди не включені Інна Білолипецька, Віктор Генералюк, Петренко, та Остап’як - через обрання останнього в сенат.  
У 2019 році керівництво ОУН(м) зблизилося з ВО "Свобода". Зокрема, голова ОУН Богдан Червак у 2019 році балотувався в Верхону Раду 9 скликання за списком ВО "Свобода", але не був обраний.
19 вересня 2020 р.у Києві відбувся XXII Великий Збір Українських Націоналістів. 
На ньому ухвалено декларацію наступного змісту:
"Українська нація – це не тільки громадяни України у межах державних кордонів, це й українці, які проживають на етнічних українських землях (Перемишльщина, Підляшшя, Холмщина, Берестейщина, Стародубщина, Східна Слобожанщина, Донщина, Кубань, Добруджа, Придністров’я і Північна Бессарабія, Південна Буковина і Південна Мараморощина, Пряшівщина), які входять до складу інших держав, це також українська діаспора, яка проживає в усьому світі. Україна, тобто держава українців, повинна турбуватися про всіх представників нації і допомагати їм зберігати свою національну ідентичність у будь-яких середовищах. Український націоналізм прагне охопити всі території проживання української нації та бути механізмом успішного розвитку українства". 

## Відомі члени

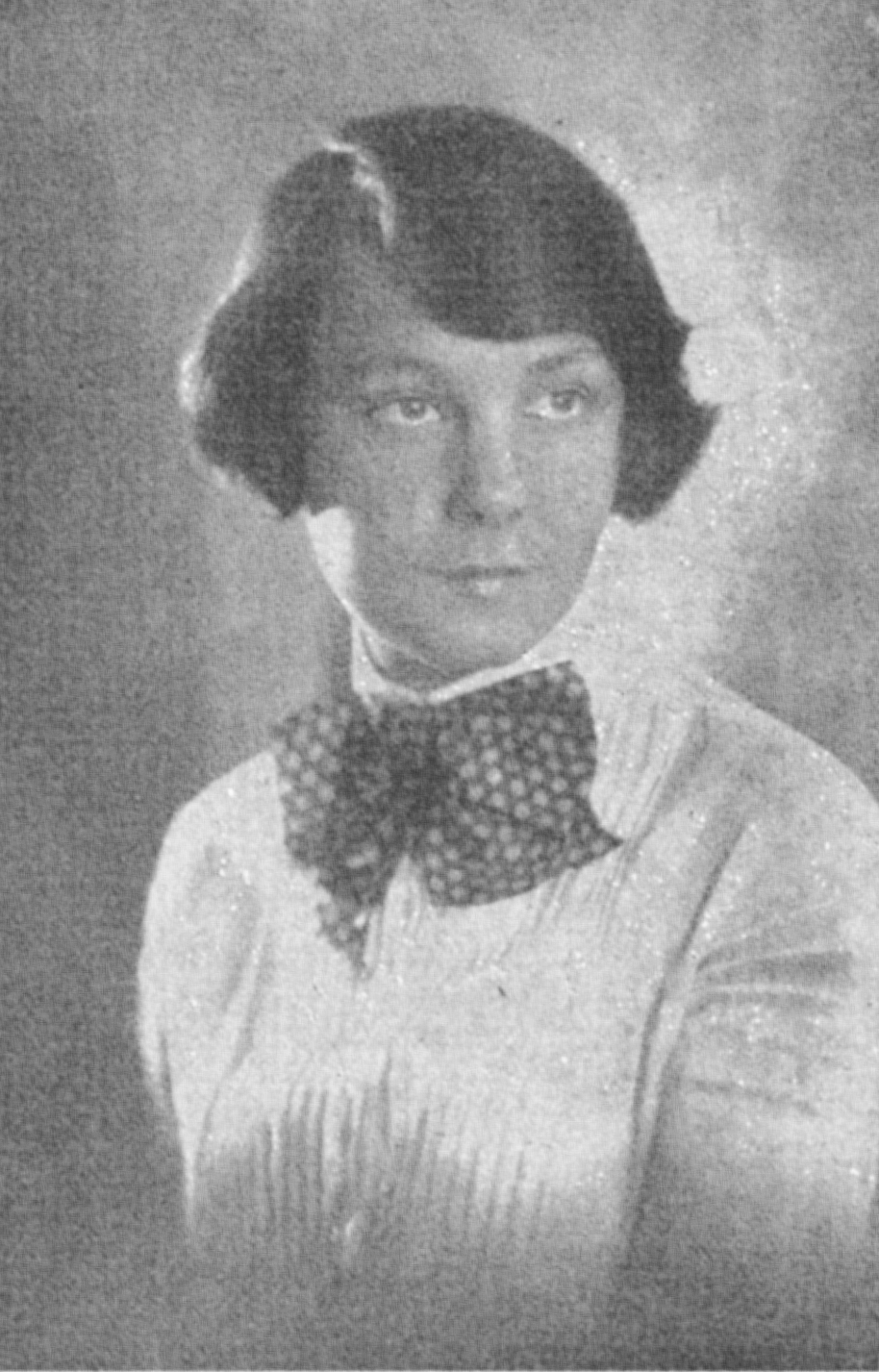
Олена Теліга - українська поетеса
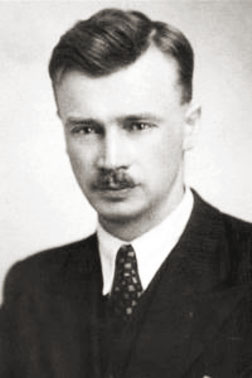
Олег Ольжич - поет, археолог, голова ПУН на українських землях
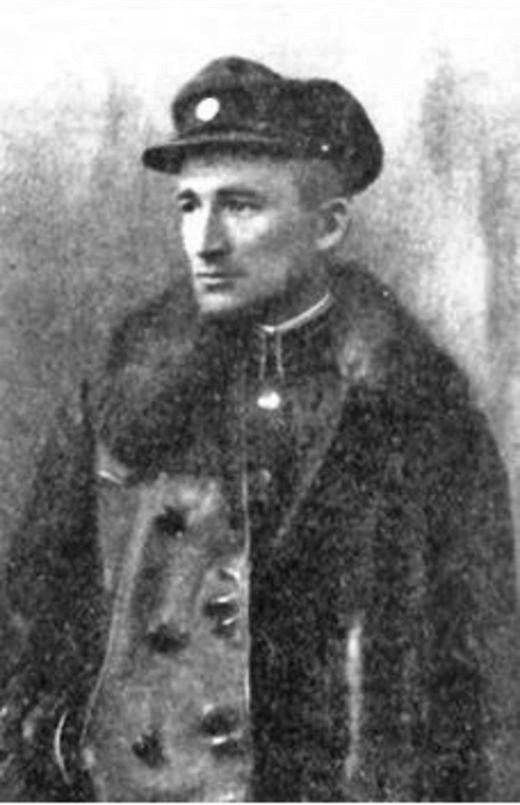
Андрій Мельник - полковник армії УНР, другий голова ОУН
Микола Капустянський - генерал-хорунжий Армії УНР,   співзасновник ОУН, учасник похідних груп ОУН (м), військовий міністр уряду УНР у вигнанні
Іван Кедюлич. Член "Карпатської Січі", учасник похідних груп, а згодом УПА.
Петро Войновський - провідник ОУН на Буковині, командир "Буковинського куреня"
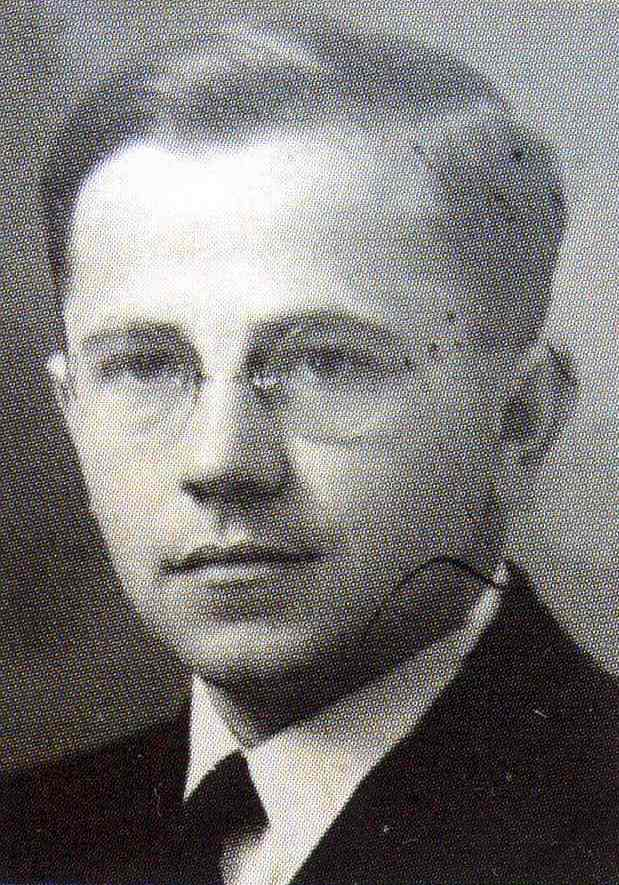
Іван Рогач - член "Карпатської Січі", редактор газети "Українське Слово"(1941)
Олег Штуль. Представник ОУН (м) при штабі УПА «Поліська Січ». Член ПУН. Голова ПУН
Ярослав Гайвас - член південної похідної групи, після арешту Олега Ольжича — керівник Проводу Центрального Сходу України